# NGC 983
NGC 983 est une galaxie spirale barrée située dans la constellation du Triangle. NGC 983 a été découverte par l'astronome français Édouard Stephan en 1786. Cette même galaxie a de nouveau été observée par Stephan en 1881 et cette observation a été ajoutée au catalogue NGC sous la désignation NGC 1002.

## Caractéristiques
Sa vitesse par rapport au fond diffus cosmologique est de 4 508 ± 16 km/s, ce qui correspond à une distance de Hubble de 66,5 ± 4,7 Mpc (∼217 millions d'al).
À ce jour, trois mesures non basées sur le décalage vers le rouge (redshift) donnent une distance de 66,367 ± 0,862 Mpc (∼216 millions d'al), ce qui est à l'intérieur des valeurs de la distance de Hubble.
La classe de luminosité de NGC 983 est II et elle présente une large raie HI.

## Groupe de NGC 973
NGC 983 (=NGC 1002) fait partie d'un groupe de galaxies d'au moins 20 membres, le groupe de NGC 973. Outre NGC 983 et NGC 973, les autres du groupe sont entre autres NGC 969, NGC 974, NGC 987 et NGC 1067.